# جرمنتاون (آیووا)
جرمنتاون (به انگلیسی: Germantown) یک منطقهٔ مسکونی در ایالات متحده آمریکا است که در آیووا قرار دارد. جرمنتاون ۴۳۴٫۹۵ متر بالاتر از سطح دریا واقع شده‌است.